# M44 (装甲車)
M44汎用装甲車（M44 AUV（Armored Utility Vehicle）は、アメリカ合衆国が開発した装甲兵員輸送車である。

## 概要
第二次世界大戦でその必要性が明らかになった「戦車に追従できる、完全な装甲防御を備えた装軌式の兵員輸送車両」として開発された。
1944年1月、アメリカ陸軍は軽戦車の車台を流用した、対戦車砲牽引車および指揮・偵察車の開発を決め、同年6月、M18戦車駆逐車の車台を流用した、T41の生産が承認され、1944年10月から生産が開始され、翌月には、M39多目的装甲車として制式化された。しかし本車は露天式キャビンであり、乗降は車体上面から行った。
1944年11月9日、M24軽戦車の駆動装置と走行装置を流用した、装甲兵員輸送車、装甲偵察車、装甲貨物輸送車、装甲牽引車など、多目的に使用できる汎用装甲車として、T13の開発が承認された。本車は密閉式キャビンであった。また、T13の非装甲貨物輸送車型として、T33が提案された。
しかしM24軽戦車のエンジンでは力不足と判明し、T13の開発計画は1945年3月22日に中止された。
そこで新たな汎用装甲車として、キャデラック社により、T13を大型化したような形の、M18戦車駆逐車の駆動装置と走行装置を流用した、T16の開発が、1945年4月5日から始まった。
1945年6月までには6輌の試作車が完成し、完成した車両は最大16mmの装甲を備え、乗員3名の他に兵員24名を乗車させて最大時速50kmで輸送することができた。
同年8月にはM44として制式化されたが、運用試験の結果、軍が求めていたものよりもサイズ・重量、そして搭載能力が過大であり、試作車に続いて極少数の先行量産車が製造されたが、運用面に難があるとして本格量産はなされなかった。エンジンと変速装置をM41軽戦車と同じものに変更して各所の設計を改良したM44E1も製作されたが、これも試作のみで量産は行われていない。
アメリカ陸軍は本車の設計思想を引き継ぎつつ、半数の12名（ライフル小隊のうち一個分隊を編成する人数）を乗車させて輸送できる、より小型の車両を求めた。これはT18の名称で開発され、M75装甲兵員輸送車（Armored Personnel Carrier, M75）として制式化された。

## 各型および派生型
T16
試作型。6両生産。
M44
制式型。少数が生産された。
M44E1
車体機銃を廃止し、側面ドアを側方および上面の2分割式から側面のみの1枚板方式に変更、各所の銃眼と視察孔を廃止、エンジンをコンチネンタル AOS-895-1 水平対向6気筒空冷スーパーチャージド・ガソリンエンジンに、変速装置をCD500 クロスドライブ・トランスミッションに変更、履帯をダブルピン・ダブルブロック型のT87に変更した改良型。
試作1両のみで量産はなされなかった。
T35
4.2インチ迫撃砲を搭載する自走迫撃砲型。計画のみで試作車は製作されなかった。